# Feltételes kötőjel
A feltételes kötőjel (Unicode: U+00AD) sor belsejében eltűnő, de sor végén megjelenő kötőjel, az esetleges sortörés helyét jelzi. Ha egy szöveg több feltételes kötőjelet is tartalmaz, a megjelenítés szempontjából legmegfelelőbb helyre kerül a sorvég.
TeX-ben és LaTeX-ben: \-

## Biztonsági kockázatok
A feltételes kötőjeleket más láthatatlan karakterekhez hasonlóan használják domainnevek meghamisítására.

## Fordítás
Ez a szócikk részben vagy egészben  a   Soft hyphen című angol Wikipédia-szócikk ezen változatának fordításán alapul.  Az eredeti cikk szerkesztőit annak laptörténete sorolja fel. Ez a jelzés csupán a megfogalmazás eredetét és a szerzői jogokat jelzi, nem szolgál a cikkben szereplő információk forrásmegjelöléseként.